# Chyldyrskiy Khrebet
Chyldyrskiy Khrebet är en bergskedja i Armenien, på gränsen till Turkiet. Den ligger i den nordvästra delen av landet, 130 kilometer nordväst om huvudstaden Jerevan.
Chyldyrskiy Khrebet sträcker sig 39 kilometer i sydvästlig-nordostlig riktning. Den högsta punkten är 3 038 meter över havet.
Topografiskt ingår följande topp i Chyldyrskiy Khrebet:
- Yerrakatar Lerrnagagat'

Trakten runt Chyldyrskiy Khrebet består till största delen av jordbruksmark. Runt Chyldyrskiy Khrebet är det ganska glesbefolkat, med 38 invånare per kvadratkilometer.